# Landesirrenanstalt Domjüch

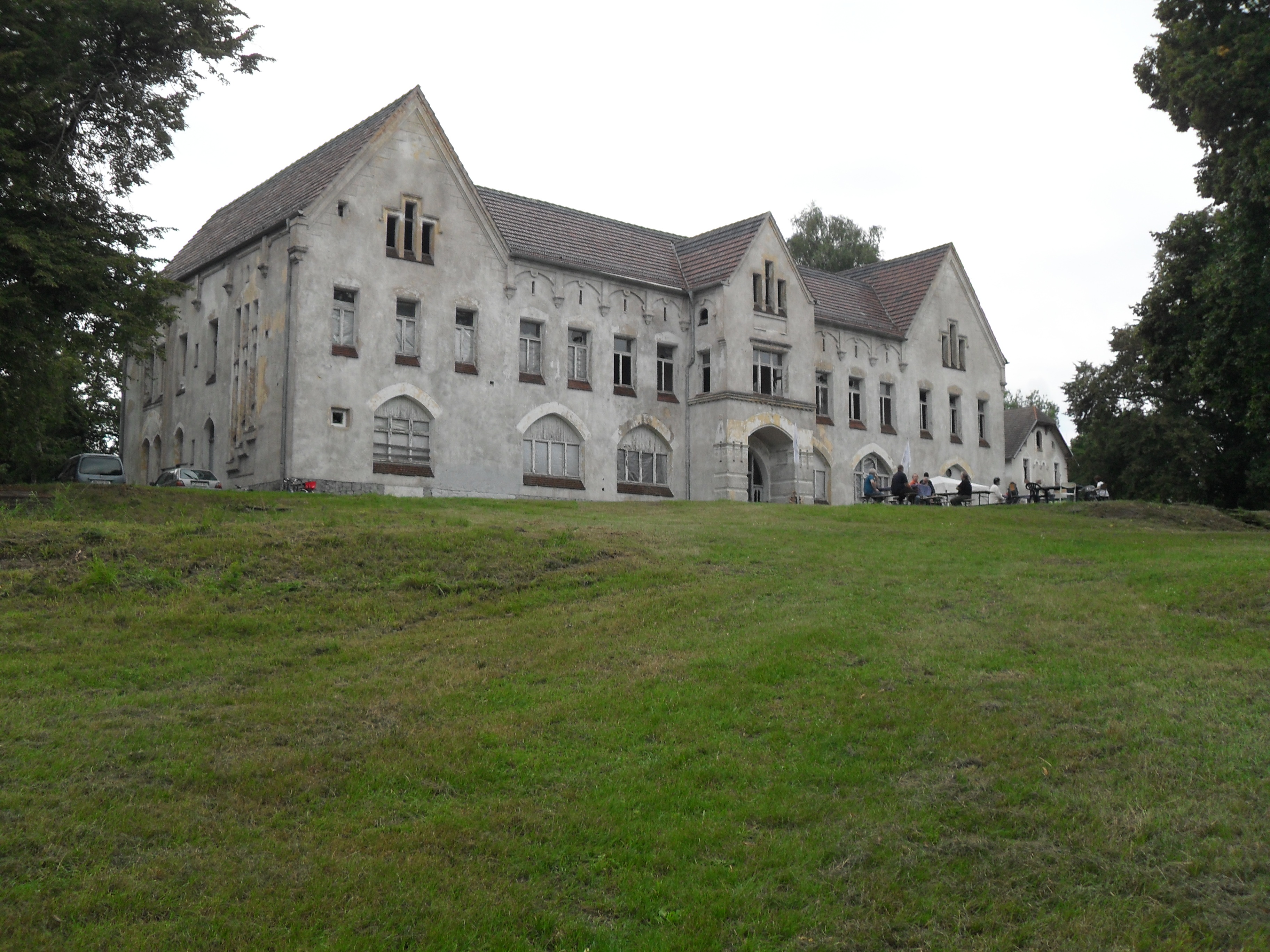
Landesirrenanstalt Domjüch – Hauptgebäude

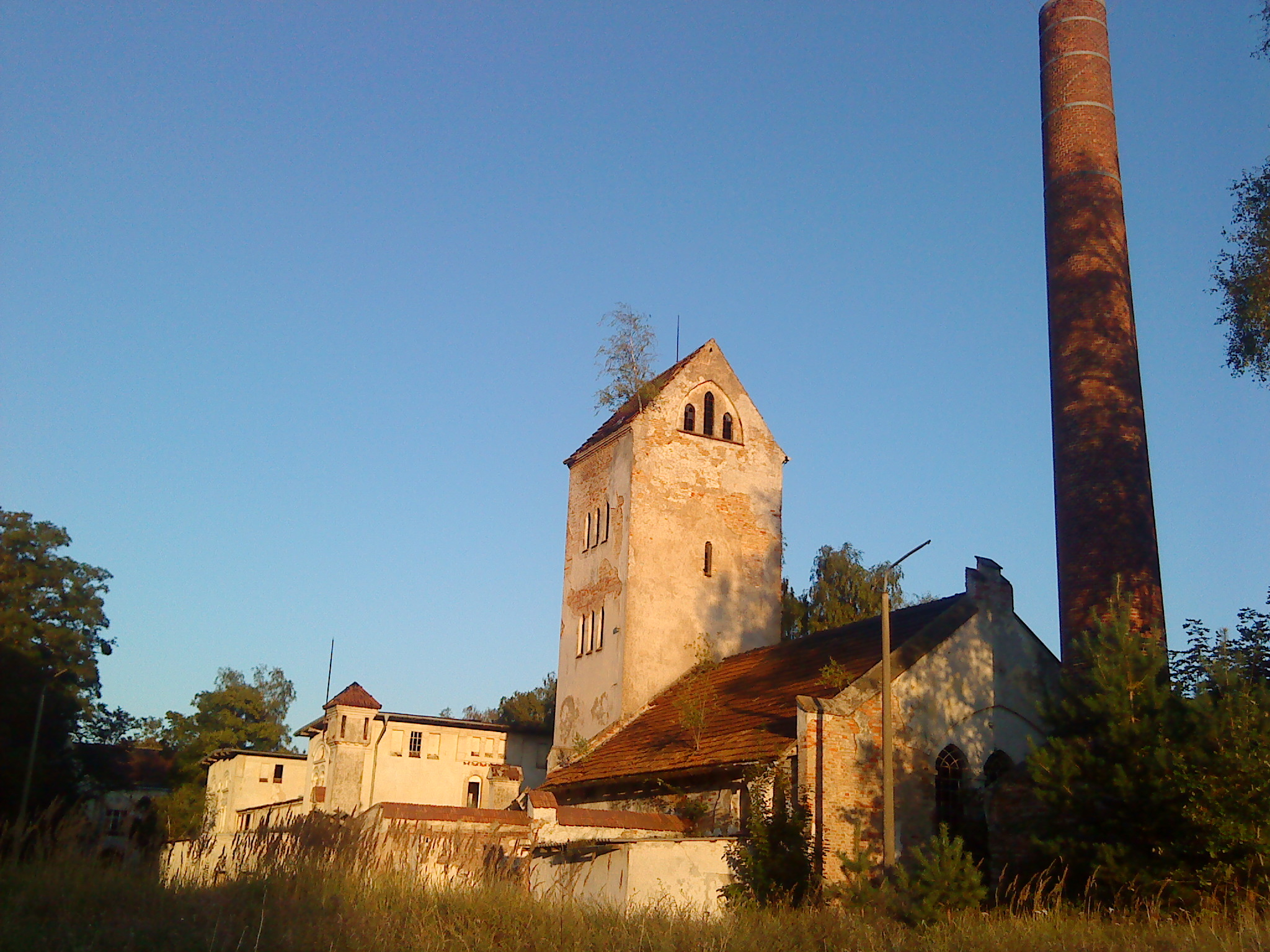
Landesirrenanstalt Domjüch – Heizhaus

Die Mecklenburg-Strelitz’sche Landesirrenanstalt Domjüch (ab 1934 Heil- und Pflegeanstalt Domjüch), umgangssprachlich auch Domjüch genannt, war eine Nervenheilanstalt in Mecklenburg. Die Ruinen der Anstaltsgebäude liegen am Ufer des Domjüchsees im Neustrelitzer Stadtteil Strelitz-Alt und stehen unter Denkmalschutz. Während der Zeit des Nationalsozialismus war die Anstalt für viele Behinderte Durchgangsstation auf dem Weg in die Heil- und Pflegeanstalt Sachsenberg oder im Rahmen der Aktion T4 in die NS-Tötungsanstalt Bernburg.
Seit 2010 setzt sich der Verein zum Erhalt der Domjüch für den Fortbestand der Bauten ein und organisiert auf dem Gelände u. a. Kulturveranstaltungen.

## Geschichte
1805 wurde das Altstrelitzer Gefängnis als – Landarbeits- auch Zucht- und Irrenhaus – auf dem Gelände des 1712 abgebrannten Residenzschlosses von Strelitz erbaut. Die gemeinsame Unterbringung Strafgefangener und psychisch Kranker sowie die permanente Überbelegung führten zu unhaltbaren Zuständen. 1896 wurde eine Untersuchungskommission eingesetzt. Diese schlug den Neubau einer Irrenanstalt und die weitere Nutzung der vorhandenen Bausubstanz als Landarbeits- und Landarmenhaus, Zuchthaus und Gefängnis vor. Vorbild für den Neubau wurde die im selben Jahr (1896) eingeweihte Irrenanstalt Gehlsheim in Gehlsdorf bei Rostock.
Am 1. März 1899 begannen am Westufer des Domjüchsees die Bauarbeiten. Das Gelände hatte der Strelitzer Magistrat unentgeltlich zur Verfügung gestellt. 1902 wurde die unter „Großherzoglicher Direktion“ stehende – Mecklenburg-Strelitz'sche Landesirrenanstalt – fertiggestellt. Am 22. August 1902 zogen 70 Frauen und 60 Männer in die neue Anstalt um. Anstaltsleiter wurde der 31-jährige Arzt Carl Serger. Dieser hatte vorher fünfeinhalb Jahre in der Schweriner Irrenanstalt Sachsenberg als Assistenzarzt bahnbrechend auf dem Gebiet der Behandlung psychisch kranker Menschen gearbeitet und war schon seit 1894 in Strelitz tätig. 1896 hatte er sich maßgeblich für den Neubau der Landesirrenanstalt eingesetzt. Der regierende Großherzog Adolf Friedrich V. ernannte Serger für seine Pflichttreue sowie seinen Diensteifer zum Sanitätsrat und verlieh ihm das Ritterkreuz des Greifenordens. Im Gegensatz zu seiner Arbeit war sein Privatleben nicht von Erfolg gekrönt. Serger war verheiratet, hatte sich jedoch auf eine Beziehung mit der Oberpflegerin der Anstalt eingelassen. Von dieser Beziehung hatte die Ärztekammer Mitteilung erhalten – zur damaligen Zeit ein gesellschaftlicher Fauxpas. Serger erfuhr davon und beging am 18. Oktober 1913 Selbstmord; man fand ihn tot im Domjüchsee. Die Oberschwester nahm sich in der nahegelegenen Lanz das Leben. Serger wurde auf dem anstaltseigenen Friedhof beigesetzt. Sein Nachfolger wurde Obermedizinalrat Hermann Starke, ein Anhänger der Beschäftigungstherapie. Er leitete Domjüch bis 1935.
Während des Ersten Weltkrieges wurden immer weniger Patienten in der Landesirrenanstalt Domjüch behandelt; im Vergleich zum Vorkriegsniveau sankt der Krankenbestand um mehr als die Hälfte. Die frei gewordenen Räumlichkeiten wurden bis 1927 als Landessäuglingsheim (60 Betten) und Landeskinderheim (20 Betten) genutzt. Das Kinderheim wurde am 1. Oktober 1928 wieder aufgelöst. Die Kinder kamen in das Borwinheim nach Neustrelitz.
Die Anstalt selbst wurde 1918 in ein Landeskrankenhaus umgewandelt und seit 1930 in staatlichem Auftrag durch die pommersche Diakonissenanstalt Salem in Köslin geführt. Der Landrat des Amtes Stargard forderte im September 1932, den Lebensstandard in den mecklenburgischen Anstalten zu senken; dementsprechend erhielt die Anstaltsleitung von Domjüch die Anweisung, eine neue Verpflegungsklasse einzuführen.

### Zeit des Nationalsozialismus (1933–1945)
Zum 1. Januar 1934 wurden die bis dahin selbstständigen Länder Mecklenburg-Strelitz und Mecklenburg-Schwerin zum Land Mecklenburg vereinigt. Domjüch wurde nun ebenso wie die Irrenanstalten Gehlsheim und Sachsenberg als Heil- und Pflegeanstalt bezeichnet und dem Schweriner Ministerium zugeordnet.
Nachdem Obermedizinalrat Starke am 1. Februar 1935 in Pension gegangen war, leitete ein Arzt aus der Heil- und Pflegeanstalt Sachsenberg die Heil-und Pflegeanstalt Domjüch mit kurzen Unterbrechungen bis Ende 1944.
Am 30. September 1939 wurden – bedingt durch die mit Ausbruch des Zweiten Weltkrieges am 1. September 1939 angeordnete Fremdnutzung der Heil- und Pflegeanstalt Gehlsheim durch Wehrmacht und zivilen Luftschutz – 101 Patienten nach Domjüch verlegt. Bis Mai 1943 wurden immer häufiger Verlegungen von Gehlsheim nach Domjüch und von dort aus in die Heil- und Pflegeanstalt Sachsenberg vorgenommen. Die Gesamtzahl der Transporte und Patienten ist nicht bekannt.
In der Zeit des Nationalsozialismus (NS-Zeit) begannen im Frühjahr 1940 im Deutschen Reich die NS-Krankenmorde. Die Heil-und Pflegeanstalt Domjüch diente für viele der betroffenen psychisch kranken und/oder behinderten Menschen nur als Zwischenanstalt auf dem Weg in die für Mecklenburg zuständige NS-Tötungsanstalt Bernburg. Dort wurden sie in der Gaskammer ermordet. Der Transport erfolgte durch die grauen Busse der Gekrat oder durch die Deutsche Reichsbahn; die Scheiben der Busse waren von außen zugepinselt. Über Leben und Tod hatten zuvor die T4-Gutachter in Berlin (Tiergartenstraße 4) entschieden. Aufgrund „Planwirtschaftlicher Maßnahmen“ wurden in der Heil-und Pflegeanstalt Domjüch ganze Anstaltsteile frei.
Anfang September 1941 wurden in den Heil- und Pflegeanstalten Mecklenburgs 1113 Personen registriert, etwa 480 weniger als am 31. August 1939.
Ab Frühjahr 1943 wurde Domjüch auf Grundlage einer ministeriellen Verfügung als Tuberkuloseheilstätte genutzt. Die noch verbliebenen psychisch Kranken wurden in die Heil- und Pflegeanstalten Gehlsheim und Sachsenberg oder in die Heil- und Pflegeanstalt Kückenmühle (Stettin) verlegt. Am Ende des Zweiten Weltkrieges wurde das Gelände von Truppen der Roten Armee besetzt.
(Die Heil-und Pflegeanstalt Domjüch darf nicht mit der als Landesanstalt Neustrelitz-Strelitz bezeichneten Strafanstalt verwechselt werden. Der Schriftsteller Hans Fallada wurde am 4. September 1944 in den Maßregelvollzug der Landesanstalt Neustrelitz-Strelitz − im 2. Obergeschoss der „Abteilung Heil-und Pflegeanstalt“ (Hafthaus I) − zur Beobachtung eingewiesen und am 13. Dezember 1944 wieder entlassen.)

### Sowjetische Truppenstationierung (1945–1993)
Von 1945 bis 1993 wurde das Gelände der ehemaligen Heil-und Pflegeanstalt Domjüch von der Gruppe der Sowjetischen Streitkräfte in Deutschland militärisch genutzt und konnte nicht mehr betreten werden. Für die dort stationierten Truppen des 66. Garde Fla Raketenregiments wurden drei Kasernengebäude gebaut. Die acht Anstaltsgebäude blieben unberührt stehen.
Die Kasernengebäude standen seit Abzug der GUS-Truppen im Jahr 1993 leer und wurden auf Initiative der Stadt Neustrelitz abgerissen.

## Architektur

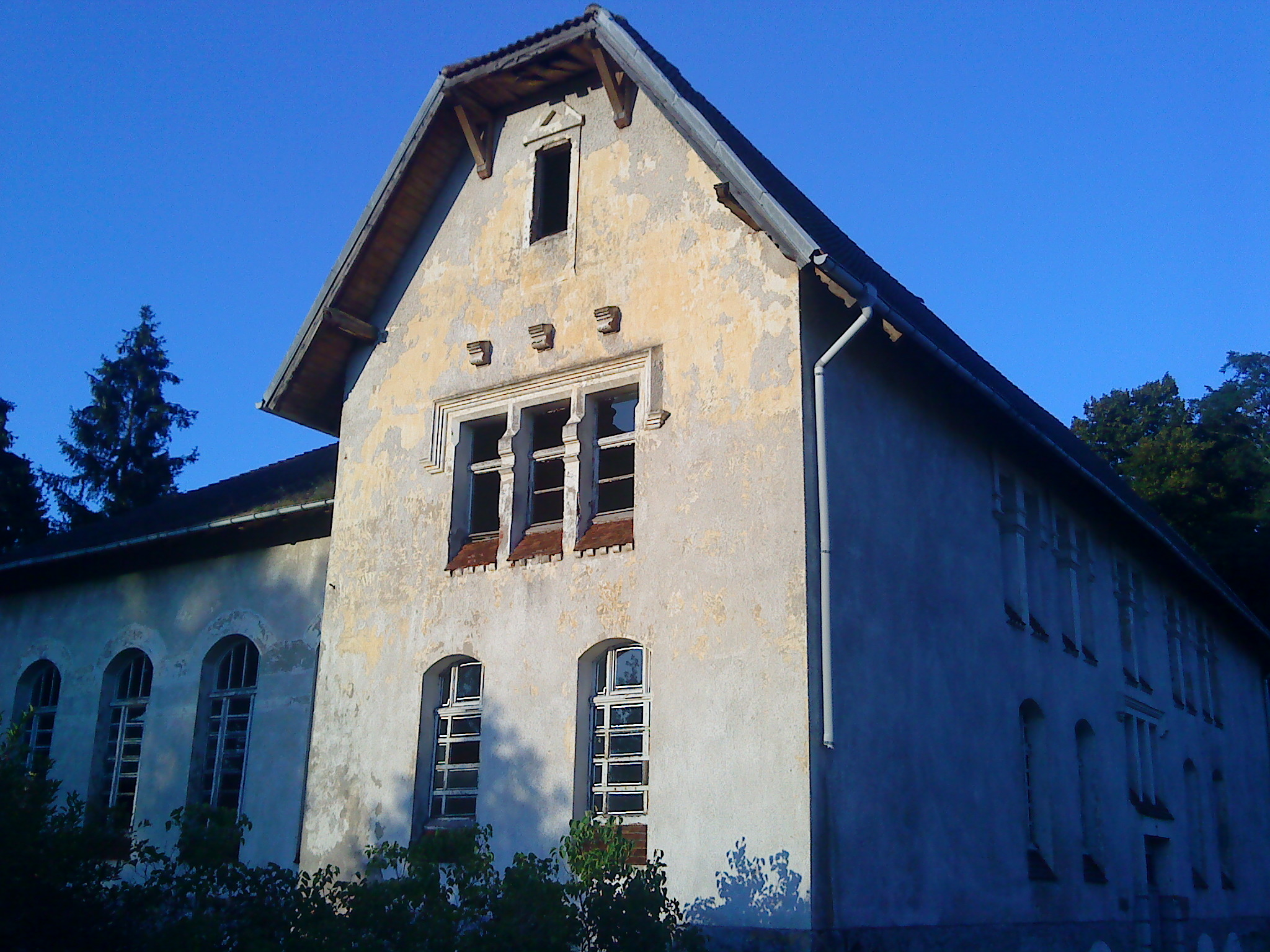
Aufnahme 2009

Domjüch war im damals für solche Anstalten üblichen Villen- oder Pavillonstil errichtet worden.
Auf hohe Mauern, Gitter oder Eisentore wurde bei der Unterbringung der psychisch kranken Patienten verzichtet. Die Anstalt hatte eine eigene Kapelle und sogar einen eigenen Friedhof. Zwischen den Gebäuden erstrecken sich lange unterirdische Versorgungsgänge. Die Entwürfe für sämtliche Gebäude stammten von Baumeister Otto Witzeck, der 1895 ins Bauamt der Großherzoglichen Landesregierung berufen worden war. Die umgebenden Felder, Gärten und Parkanlagen – geplant von Ökonomierat Schulz aus Neubrandenburg – ermöglichten die Selbstversorgung der Kranken. So entstand im Übergang vom 19. zum 20. Jahrhundert innerhalb einer gestalteten Park- und Gartenlandschaft eine vorbildliche medizinische Behandlungsstätte, ausgestattet mit moderner Wasser- und Stromversorgung sowie Zentralheizung.

## Die ehemalige Anstalt heute

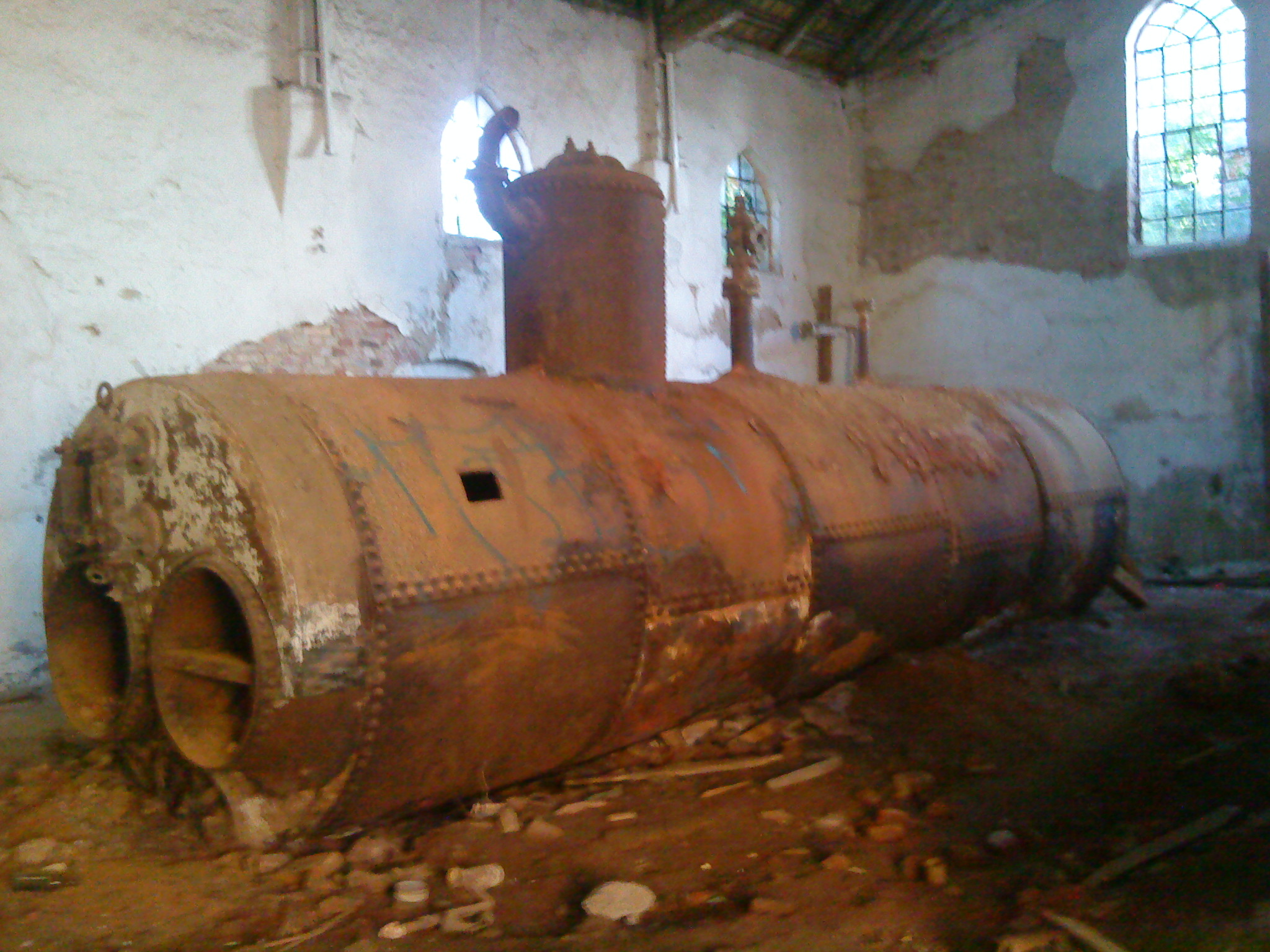
Einer der beiden Öfen

Die heutige Postanschrift lautet: Am Domjüchsee 1; 17235 Neustrelitz.

### Geplante Umwandlung
Im Sommer 2005 erhielt die Stadt Neustrelitz einen Förderbescheid in Höhe von über einer Million Euro für die Umwandlung der Liegenschaft in einen Familienferienpark mit Campingplatz. Dabei sollen die acht denkmalgeschützten Gebäude saniert und ihnen Funktionen im Tourismusvorhaben zugeordnet werden. Dieser Plan entstand unter dem damaligen Wirtschaftsminister Mecklenburg-Vorpommerns Otto Ebnet (SPD).
Im Jahr 2006 ist das Gelände der ehemaligen Heilanstalt an die eigens gegründete Domjüchsee GmbH verkauft worden. Die Erwerber kündigten an, am Standort 200 Ferienhäuser und einen Campingplatz mit 300 Plätzen zu errichten.
Bis heute sind keine weiteren Ergebnisse in der Planung zur Umwandlung des Geländes bekannt. Eine baldige Umsetzung dieses Projektes scheint unwahrscheinlich.

### Brandstiftung in einem der Anstaltsgebäude

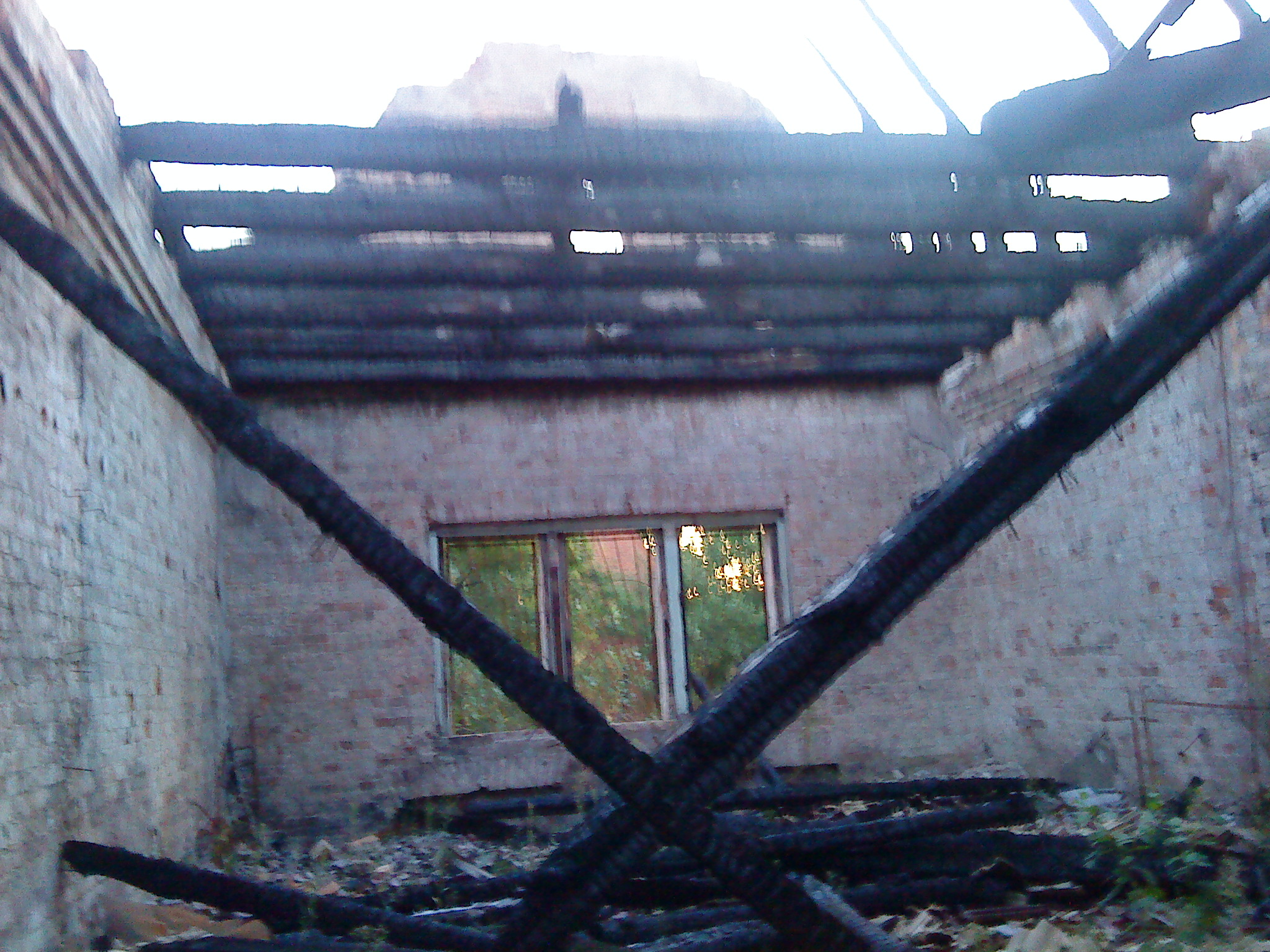
Dachgeschoss des Gebäudes

In der Nacht zum 3. April 2008 wurde im Dachgeschoss eines der Anstaltsgebäude ein Feuer gelegt. Als die Feuerwehr gegen 2:25 Uhr das Gelände der ehemaligen Landesirrenanstalt erreichte, stand der Dachstuhl bereits in Flammen. Teile der Decke waren bereits eingestürzt und weitere Teile gaben während der Löscharbeiten nach.
Es wurden ca. 300.000 Liter Löschwasser aus dem naheliegenden Domjüchsee gepumpt. Der Brandbekämpfungseinsatz wurde erst um 10:14 Uhr beendet. Die Kriminalpolizei begann noch während des Feuerwehreinsatzes mit ihren Ermittlungen.

### Domjüch ab 2009
Am 11. November 2009 erwarb die Ingenieurbüro Strelitz GmbH das Gelände. Am 15. Januar 2010 wurde der Verein zum Erhalt der Domjüch – ehemalige Landesirrenanstalt e. V. gegründet. Vereinsmitglieder, Neustrelitzer, Firmen der Region, Verwaltungen und die Denkmalpflege räumten unter anderem auf, arbeiteten Geschichte auf, dichteten Dächer ab, sanierten die Kapelle und legten Wege an.
Seit der Wiedereröffnung der Kapelle am 27. Mai 2011 macht der Verein saisonal sonntags das Gelände für Besucher zugänglich. Neben Veranstaltungen in der Kapelle bieten Vereinsmitglieder Ausstellungen und Führungen an.
Der geänderte Bebauungsplan weist auf einer Teilfläche, die zu GUS-Zeiten als Technikstützpunkt genutzt wurde und eine Konversionsfläche ist, ein zeitlich begrenztes Sondergebiet Sonnenenergie aus. Die Anlage ist bereits in Betrieb und wurde durch die Stadtwerke errichtet. Dort sollen noch sich in die Natur integrierende Häuser mit großen Grundstücken entstehen.
Am 1. und 2. Juni 2013 fand auf dem Gelände das Nägel mit Köpfen X (NMK X), ein regionales Geocaching-Event, statt. Dabei trafen sich etwa 500 Teilnehmer, deren bevorzugte Leidenschaft Lost-Place-Caches sind. Der ansässige Verein erreichte bei zahlreichen Führungen aus diesem Anlass eine große Anzahl interessierter Bürger.